# Costa Rica nos Jogos Pan-Americanos de 1959
A Costa Rica competiu nos Jogos Pan-Americanos de 1959 em Chicago de 28 de agosto a 7 de setembro de 1959. Não conquistou medalhas nesta edição.